# 2002年の道路
2002年の道路（2002ねんのどうろ）とは、2002年（平成14年）に起こった道路関係の出来事をまとめたページである。
2001年の道路 - 2002年の道路 - 2003年の道路

## 出来事の一覧

### 3月
- 2日
  - （開通）  東九州自動車道 末吉財部IC - 国分IC (22.5 km)
  - （PA供用）  東九州自動車道 国分PA
- 10日
  - （開通）  福岡都市高速4号線 粕屋出入口 - 福岡IC (1.9 km)
- 23日
  - （開通）  常磐自動車道 いわき四倉IC - 広野IC (13.8 km)
- 24日
  - （開通）  伊勢湾岸自動車道 湾岸弥富IC - みえ川越IC (8.3 km)
- 29日
  - （開通）  国道468号 首都圏中央連絡自動車道 日の出IC - 青梅IC (8.7 km)
  - （IC供用）  首都高速中央環状線 清新町出入口
  - （開通）  松山自動車道 大洲道路 大洲IC - 大洲南IC (5.8 km)
- 30日
  - （開通）  国道450号 旭川紋別自動車道 上越白滝道路 浮島IC - 白滝IC (19.8 km)
  - （開通）  秋田自動車道 琴丘能代道路 琴丘森岳IC - 八竜IC (13.0 km)
  - （開通）  中部横断自動車道 白根IC - 双葉JCT (6.8 km)

### 4月
- 6日
  - （開通）  南九州西回り自動車道 鹿児島道路 市来IC - 伊集院IC (11.1 km)
  - （PA供用）  南九州西回り自動車道 鹿児島道路 美山PA
  - （IC供用）  南九州西回り自動車道 鹿児島道路 松元IC（熊本方面出入口）[1]
- 10日
  - （IC供用）  秋田自動車道 西仙北IC
- 21日
  - （拡幅）  京都縦貫自動車道 京都丹波道路 八木西IC - 園部IC (4.5 km) (2車線→4車線)
- 30日
  - （開通）  首都高速神奈川6号川崎線 殿町出入口 - 川崎浮島JCT (3.5 km)

### 5月
- 19日
  - （開通）  仙台北部道路 利府JCT - 利府しらかし台IC (5.2 km)
- 25日
  - （拡幅）  大分自動車道 湯布院IC - 日出JCT (7.7 km) (2車線→4車線)
  - （PA供用）  大分自動車道 由布岳PA
- 26日
  - （開通）  日本海東北自動車道 新潟空港IC - 聖籠新発田IC (16.5 km)

### 7月
- 18日
  - （開通）  八戸自動車道 支線 八戸JCT - 八戸北IC (13.2 km)
- 21日
  - （開通）  高松自動車道 鳴門IC - 板野IC (10.5 km)
- 26日
  - （拡幅）  上信越自動車道 佐久IC - 小諸IC (9.3 km) (2車線→4車線)
- 27日
  - （拡幅）  九州自動車道 人吉IC - えびのIC (9.5 km) (2車線→4車線)
- 29日
  - （拡幅）  伊勢自動車道 勢和多気IC - 玉城IC (7.2 km) (2車線→4車線)

### 8月
- 2日
  - （開通）  三陸自動車道 山田道路 山田南IC - 山田IC (7.8 km)
- 8日
  - （拡幅）  高知自動車道 南国IC - 南国SA (1.9 km) (2車線→4車線)
- 9日
  - （開通）  北薩横断道路 北薩空港道路 野坂IC - 永野IC (6.0 km)

### 9月
- 13日
  - （開通）  四国横断自動車道 中村宿毛道路 間IC - 平田IC (7.0 km)
- 16日
  - （拡幅）  山形自動車道 山形北IC - 山形JCT (4.7 km) (2車線→4車線)
  - （開通）  東北中央自動車道 山形上山IC - 東根IC (27.1 km)
  - （開通）  高知自動車道 伊野IC - 須崎東IC (23.9 km)
- 25日
  - （拡幅）  大分自動車道 玖珠IC - 九重IC (3.1 km) (2車線→4車線)
- 28日
  - （開通）  秋田自動車道 昭和男鹿半島IC - 琴丘森岳IC (20.7 km)

### 10月
- 20日
  - （開通）  日本海東北自動車道 聖籠新発田IC - 中条IC (11.2 km)
- 26日
  - （開通）  日本海東北自動車道 岩城IC - 秋田空港IC (14.3 km)
- 30日
  - （開通）  山形自動車道 山形蔵王IC/PA - 山形北IC (5.6 km)

### 11月
- 7日
  - （開通）  釜石自動車道 花巻JCT - 東和IC (11.4 km)
- 16日
  - （開通）  東海北陸自動車道 白川郷IC - 五箇山IC (15.2 km)
- 25日
  - （開通）  津軽自動車道 浪岡五所川原道路 徳才子交差点 - 五所川原東IC (7.6 km)
- 30日
  - （拡幅）  山形自動車道 笹谷IC - 関沢IC (5.7 km) (2車線→4車線)

### 12月
- 14日
  - （拡幅）  伊勢自動車道 玉城IC - 伊勢西IC (7.4 km) (2車線→4車線)
- 18日
  - （拡幅）  上信越自動車道 小諸IC - 上田菅平IC (7.1 km) (2車線→4車線)
- 25日
  - （開通）  首都高速中央環状線 江北JCT - 板橋JCT (7.1 km)